# Orimarga (Orimarga) palauiana
Orimarga (Orimarga) palauiana is een tweevleugelige uit de familie steltmuggen (Limoniidae). De soort komt voor in het Australaziatisch gebied.